# Klaudia Halejcio
Klaudia Halejcio (ur. 13 września 1990 w Warszawie) – polska aktorka telewizyjna i filmowa.

## Życiorys
Była studentką Szkoły Wyższej Psychologii Społecznej w Warszawie na kierunku psychologia społeczna.
Występuje jako aktorka od czwartego roku życia. W latach 2000–2005 brała udział w przedstawieniu Uroczystość w Teatrze Rozmaitości w Warszawie. Znana jest głównie z występów w serialach: Złotopolscy, Pierwsza miłość, Rezydencja, Przepis na życie i Hotel 52. Na dużym ekranie zadebiutowała w filmie Rafała Wieczyńskiego Popiełuszko. Wolność jest w nas (2009).
Uczestniczyła w telewizyjnych programach rozrywkowych: Dancing with the Stars. Taniec z gwiazdami (2014) i Dance Dance Dance (2019). Współprowadziła program WP Remont w prezencie (2020).

## Życie prywatne
W latach 2014–2016 była związana z tancerzem Tomaszem Barańskim, którego poznała podczas treningów do programu Dancing with the Stars. Taniec z gwiazdami. W 2019 poinformowała o zakończeniu kolejnego związku. Od 2020 jej partnerem życiowym jest przedsiębiorca Oskar Wojciechowski, z którym mieszka na warszawskim Ursynowie. W 2023 para zaręczyła się. Mają córkę Nel (ur. 2021).

## Teatr
- 2000–2005: Uroczystość, reż. Grzegorz Jarzyna, Teatr Rozmaitości w Warszawie
- 2012: Król Dramatu, reż. Marek Modzelewski, Teatr Imka w Warszawie
- 2015–2016: Człowiek dwóch szefów, reż. Tomasz Dutkiewicz, Teatr Komedia w Warszawie
- 2016: Żona potrzebna od zaraz, reż. Tomasz Dutkiewicz, Teatr Komedia w Warszawie

## Filmografia

### Filmy fabularne
- 2009: Popiełuszko. Wolność jest w nas – Kaśka
- 2013: Last minute – Dominika, córka Tomasza
- 2015: Wkręceni 2 – blogerka
- 2016: 7 rzeczy, których nie wiecie o facetach – brunetka
- 2016: Historia Roja – panna młoda
- 2018: Serce nie sługa – brunetka w klubie
- 2021: Gierek – sekretarka Ryba
- 2022: Krime Story. Love Story – Magda
- 2022: Szczęścia chodzą parami

### Seriale telewizyjne
- 1998: 13 posterunek – Zuzia, dziewczynka z przedszkola, która krępowała się wyrecytować wiersz o policji (odc. 17)
- 2002: Kasia i Tomek – harcerka z zastępu „Dziki” (odc. 23, głos)
- 2003–2010: Złotopolscy – Andżelika Kwaśniewska
- 2005–2007 / 2014–2017: Pierwsza miłość – Klaudia Poraj, dziewczyna Mariusza Krzyżanowskiego / Luiza Florek, dziewczyna Miksera
- 2006: Na Wspólnej – Julia
- 2008: Plebania – dziewczyna w studiu castingowym (odc. 1087)
- 2008: Na dobre i na złe – Aga, córka Artura (odc. 329)
- 2009: Popiełuszko. Wolność jest w nas – Kaśka
- 2009, 2010: Ojciec Mateusz – dziewczyna w solarium Marioli (odc. 15) / Magda Fidecka (odc. 43)
- 2011: Rezydencja – Marysia Podhorecka
- 2011–2013: Przepis na życie – Wiktoria „Śliczna”
- 2012–2013: Hotel 52 – recepcjonistka Sara
- 2014: To nie koniec świata – Monika Lauks
- 2014: Komisarz Alex – Alina Lenczyk (odc. 55)
- 2018: Ojciec Mateusz – Mariola (odc. 252)
- 2019: O mnie się nie martw – Paulina (odc. 131, 132)
- 2022: Komisarz Mama – Anna Warecka (odc. 23)

### Teatr Telewizji
- 1997: Dziady, reż. Jan Englert
- 2000: Ślub, reż. Roland Rowiński, jako Bisia